# Canale 11 (Lombardia)
Canale 11 è stata una emittente locale con sede a Correzzana (MB) che copre la Lombardia occidentale. L'attuale denominazione è stata assunta nel 2003. Fa parte del circuito di emittenti associate al canale satellitare TV2000.

## Storia

### Gli albori
L'emittente nasce come Telerenate, espressione dell'omonimo centro brianzolo (Renate), nel 1980.
L'anno seguente lascia la denominazione, definita troppo locale, e si trasforma in Brianzasei.
Gli iniziali impianti di trasmissione erano situati a Barzanò (450 metri d'altezza) e sul tetto del collegio De Amicis di Cantù, occupando tre canali di frequenza (il 30, il 47 e il 60). Nel 1997 l'UHF 47 viene ceduto a Rete 55; stessa sorte toccò nel 2002 all'UHF 60, passato a Primarete Lombardia.
Nel 1999 il nome dell'emittente muta in Tele Monza Brianza e acquista l'esclusiva per le partite interne ed esterne del Calcio Monza e della Fiammamonza, mandando in onda la trasmissione Brianza Sport condotta dal noto giornalista di fede biancorossa Giancarlo Besana.

### Andenna, Tortorella e il progettoFamily TV
Nel 2003 arriva la svolta per la piccola emittente: la proprietà viene rilevata da Cino Tortorella ed Ettore Andenna e gli studi di produzione trovano posto a Paderno Dugnano nel nord dell'hinterland milanese.
Viene dato il via a Family TV, un progetto nato con l'intenzione di creare una televisione a misura di famiglia, ma i problemi iniziano con lo spostamento dei ripetitori in Valcava: l'emittente avrebbe potuto andare sui 1200 metri bergamaschi a patto che il segnale non avesse provocato disturbi alla postazione di Telelombardia del Monte Calenzone, spostando il cono d'ombra più a nord rispetto al capoluogo lombardo.
All'inizio del mese di marzo del 2004 viene dimostrata la non ottemperanza della disposizione, rilevando una potenza maggiore del previsto nel centro di Milano, e viene spenta la postazione.
Numerosi articoli nei giorni seguenti portano alla ribalta la vicenda, estendendo l'interesse a livello nazionale. Cino Tortorella addirittura proclama uno sciopero della fame (poi mai messo in atto) e chiede l'aiuto dell'allora ministro delle telecomunicazioni Maurizio Gasparri. Il ministro accoglie la richiesta di Mago Zurlì ma riduce il bacino d'utenza, tornando a quello d'origine, e cioè la parte nord della Brianza.

### L'abbandono del progetto e il ritorno all'origine
Alla fine Cino Tortorella abbandona definitivamente il progetto Family TV : il bacino d'utenza concesso dal ministero viene ritenuto insufficiente (soprattutto per l'esclusione della città di Milano) e nel 2005 avviene il ritorno a Correzzana. Nel palinsesto tornano i consueti programmi sportivi e l'informazione locale. Cessa le trasmissioni nel 2019.